# Samuel Neva
Samuel Neva est un footballeur français né le 15 mai 1981 au Mans. Il joue au poste de défenseur central dans les années 2000.

## Biographie
Samuel Neva arrive au Stade lavallois en 1995, en provenance des Jeunesses Sportives de Coulaines. Il débute avec les moins de 15 ans et est élève de la section sportive scolaire du collège Jules-Renard. À partir de janvier 2000 il s'entraîne avec le groupe professionnel. Il a 18 ans lorsqu'il fait ses débuts avec l'équipe première, le 6 mai 2000 à Gueugnon. En décembre 2000, après une quinzaine d'apparitions en Division 2, il signe son premier contrat professionnel de quatre ans avec son club formateur.

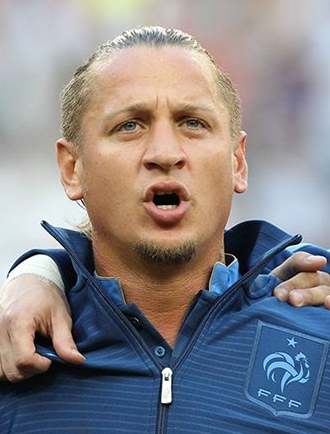
Pour ses débuts en Bleu, Neva est associé à Philippe Mexès en charnière centrale.

Ses bonnes prestations avec Laval attirent l'œil de Raymond Domenech, qui l'appelle en équipe de France des moins de 20 ans en 2001 pour disputer le Tournoi de Toulon,. Emmenés par les Auxerrois Philippe Mexès et Djibril Cissé, les Bleuets décrochent la troisième place de la compétition. Neva dispute trois matches mais se blesse à la cuisse face à la Colombie, ce qui contraint Domenech à ne pas le retenir dans le groupe qui s'envole pour la Coupe du monde U20 en Argentine.
En avril 2002, les supporters lavallois l'élisent dans les 22 joueurs du siècle du club mayennais. À la fin de la saison 2001-2002 il est le Lavallois le mieux noté au classement des étoiles du magazine France Football.
Neva est appelé en équipe de France espoirs en août 2002, mais doit déclarer forfait à cause d'une blessure.
À l'été 2003, des négociations pour un transfert au Mans UC 72 échouent, la proposition mancelle étant jugée insuffisante.
Grand espoir du club à ses débuts, courtisé par des clubs de D1 à vingt ans, Samuel Neva quitte libre Laval en 2004, après une dernière saison tronquée par des blessures.
Il rebondit au Havre et joue ensuite à Grenoble, toujours en Ligue 2.
Au total il a disputé 147 matchs en Ligue 2 et 57 matchs en 1re division belge, avant de terminer sa carrière à Chypre, où il remporte la Coupe nationale en 2010 et dispute le tour préliminaire de l'Europa League la saison suivante.
En 2013 il devient entraîneur du club d'Aigné en deuxième division du district de la Sarthe.

## Carrière
- avant 1995 : JS Coulaines  France
- 1995-2004 : Stade lavallois  France
- 2004-2005 : Le Havre AC  France
- 2005-Janvier 2007 : Grenoble Foot  France
- Janvier 2007-Juin 2007: FCM Brussels  Belgique
- 2007-2009 : FCV Dender EH  Belgique
- 2009-2012 : Apollon Limassol  Chypre